# Regentský dům (Jičín)
Regentský dům stojí na jižní straně Valdštejnova náměstí čp. 2 v Jičíně. Z původního pozdně gotického domu zůstal zachován portál a okno nad prvním patrem. Po roce 1581 byl renesančně přestavěn. Mezi lety 1627–1628 pod vedením Andrea Spezzy, architekta Albrechta z Valdštejna, byl měšťanský dům barokně opravován. Průčelí směrem na Valdštejnovo náměstí byl upraveno v roce 1768. V podloubí domu se dochoval alianční znak Jeronýma Bukovského a jeho manželky Marty, rozené Šponárové.
Dům se stal cenným a výrazný dokladem historického stavebního vývoje centra města. Objekt je evidován jako kulturní nemovitá památka a patří do Městské památkové rezervace. Na počátku třetího desetiletí jednadvacátého století byla dokončena rozsáhlá rekonstrukce objektu.

## Historie
Původně zde byly postaveny dva domy a pivovar, které byly sloučeny. Starší severní jednopatrová budova je situována průčelím na náměstí. Jižní trakt ohraničuje ulice Lindnerova a Smiřických. Objekt nechal koncem 16. století přestavět v renesančním slohu Jeroným Bukovský z Neudorfu, který byl regentem Smiřických i vévody Albrechta z Valdštejna. Znovu byl objekt upravován ve dvacátých letech 17. století pod vedením architekta Andrea Spezzy. Po požáru v roce 1768 bylo opraveno severní průčelí na náměstí. Střecha byla obnovena v 19. století.
Generální oprava předního traktu byla provedena v roce 1963. O rok později byla zrekonstruována zadní budova objektu.

## Popis
Hlavní průčelí do náměstí zdobí pilastry s korintskými hlavicemi, které nesou hlavní římsu s nízkou atikou. Okna obdélného tvaru jsou sdružená s šambránami a úseky nadokenních říms. Uvnitř přízemí domu jsou křížové klenby. Do patra vede dvouramenné schodiště s renesančním pilířem a reliéfy. V patře jsou stropy ploché. V prvním patře domu vedoucího na náměstí byl při opravách nalezen gotický portál a okno a sklepy se zde dochovaly s gotickými portály.
V podloubí domu se dochoval alianční znak Jeronýma Bukovského z Neudorfu a jeho manželky Marty, rozené Šponárové z Blinsdorfu. Boční průčelí objektu jsou hladká, stejně jako zadní trakt s pavlačí ve dvoře. Střechy má dům valbové a sedlové.